# Sergio Scariolo
Sergio Scariolo (Brescia, 1 de abril de 1961) es un entrenador de baloncesto italiano, actualmente entrena al Real Madrid y a la selección nacional de España, con la que se ha proclamado entre otros éxitos, campeón mundial en 2019, tetracampeón continental en 2009, 2011, 2015 y 2022; subcampeón olímpico en Londres 2012 y bronce en Río 2016. Es padre del jugador de baloncesto Alessandro Scariolo.

## Trayectoria

### Inicios
Se inició en 1980 con el minibasket. Más tarde se convirtió en el segundo entrenador del primer equipo de Brescia para después pasar al Victoria Libertas Pesaro. En 1985 logró el triunfo en el mundial militar. En 1990, en Pesaro, ganó el scudetto con solo 29 años. En 1991 entrenó a la Unione Sportiva Pallacanestro Aurora Desio y en 1993 se marchó a la Fortitudo Pallacanestro Bologna, en el que permaneció hasta 1996.

### Primera etapa ACB
En 1997 llegó a España para entrenar al TAU Vitoria, logrando el primer puesto de la liga regular y alcanzando la final de la Liga ACB 1997-98 en su primera campaña y conquistando la Copa del Rey de 1999 en la segunda.
En 1999 fue fichado por el Real Madrid, club en el que fue nombrado entrenador y director general de la sección de baloncesto hasta junio de 2002. En su primera campaña al frente del conjunto madridista y con un equipo liderado por Aleksandar Djordjevic, se alzó con el título de Liga en el Palau Blaugrana y fue nombrado mejor entrenador de España. En 2001 fue finalista de la Copa del Rey y subcampeón de Liga. En la temporada 2001/02 no llegó a ninguna final y finalizó su estancia en el club.
En noviembre de 2003 firma con su tercer equipo en España, el Unicaja de Málaga. El conjunto malagueño consiguió bajo la dirección de Scariolo su primer título nacional, la Copa de 2005, y ganó la Liga de 2006 en la temporada siguiente. Permaneció cinco temporadas hasta 2008, en el que fue sustituido en el banquillo malagueño por Aíto García Reneses e inició una etapa como comentarista de televisión colaborando en la retransmisión de los partidos de la Liga ACB en TVE.

### Seleccionador nacional, Khimki y Milán
En diciembre de 2008, fue contratado por el Khimki BC de Rusia, en el que permanece hasta diciembre de 2010. A partir del 4 de febrero de 2009, compatibilizó la dirección técnica de este equipo con el cargo de seleccionador nacional de España, en el que permaneció hasta final de 2012.
En junio de 2011 ficha por el Olimpia Milano al que dirige dos temporadas. En la temporada 2011/12 llega a semifinales de Copa y a la final de los play-off por la Liga y en su segunda temporada 2012/13, el equipo termina la Liga regular en cuarto puesto y es eliminado en cuartos de final de los play-off de Liga y Copa.

### Segunda etapa ACB
La temporada 2013/14, retornó de nuevo a la Liga Endesa al Caja Laboral Baskonia, equipo de su debut en España hace dieciséis años. Al final de temporada, rescindió su contrato con la entidad baskonista, siendo sustituido en el banquillo por el también técnico italiano, Marco Crespi.

### Seleccionador nacional y Toronto Raptors
En julio de 2018 empezó a compaginar su cargo como seleccionador nacional con el de entrenador asistente de Nick Nurse en los Toronto Raptors de la NBA, alzándose en su primera temporada, con el primer título NBA del conjunto canadiense. El 26 de febrero de 2021, en la victoria ante Houston Rockets, fue el entrenador principal del equipo por primera vez, debido a que seis miembros del cuerpo técnico de los Raptors, incluido Nurse, no estuvieron presentes debido a los protocolos de salud y seguridad de la NBA por COVID-19.

### Italia
Tras tres temporadas en Toronto, el 18 de junio de 2021, firma un contrato por tres años con Virtus Bologna, de la Lega Basket Serie A italiana. El 21 de septiembre ganó la Supercopa, y el 11 de mayo de 2022 ganó la primera EuroCup de la historia del club.
El 15 de septiembre de 2023, antes del comienzo de la temporada, es destituido como entrenador del Bologna, tras sus críticas por la mala gestión del equipo.

### Tercera etapa en España
El 3 de julio de 2025 se hizo oficial su fichaje por el Real Madrid hasta el verano de 2028 en sustitución de Chus Mateo.

## Selección española

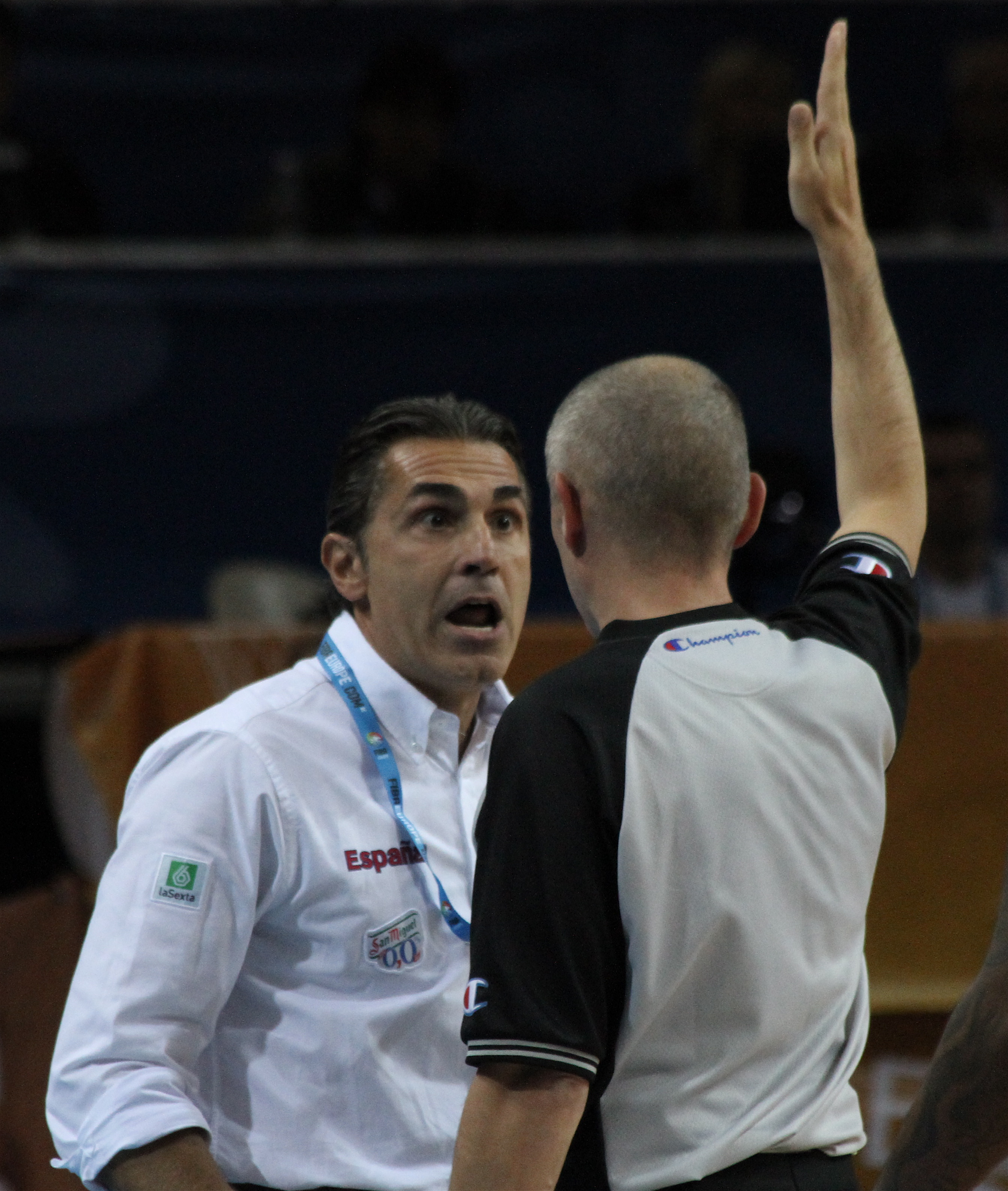
Scariolo como seleccionador de España en el Eurobasket 2011

### Primera etapa
El 4 de febrero de 2009, fue presentado como seleccionador nacional de España. Permaneció en el cargo durante cuatro años, proclamándose dos veces consecutivas campeón de Europa (2009 y 2011), y siendo subcampeón olímpico en Londres 2012.
La temporada 2011/12 compaginó su cargo de seleccionador nacional, con el de entrenador del Olimpia Milano. El 28 de noviembre de 2012, confirmó ante los medios de comunicación, que dejaría el cargo de seleccionador al finalizar 2012, inclinándose la Federación por una opción continuista, al nombrar sucesor al seleccionador sub-20 y segundo de la absoluta, Juan Antonio Orenga.

### Segunda etapa
El 7 de mayo de 2015, es presentado por segunda vez en su carrera, como seleccionador nacional de España. En el primer campeonato que dirige de nuevo a la selección, el Eurobasket 2015, se vuelve a proclamar campeón de Europa con España, logrando el pleno de tres Europeos disputados y tres títulos. En sus segundos Juegos Olímpicos, los de Río 2016, logró la medalla de bronce. La selección demostró de nuevo su dominio y tan solo las dos inesperadas derrotas al inicio del torneo, privaron a España de jugar por tercera vez consecutiva la final olímpica ante Estados Unidos.
A los diez años de su debut como seleccionador, se proclamó campeón de la Copa Mundial de 2019. Tras superar las dos rondas previas de fase de clasificación, la selección nacional se impuso en los ocho partidos de la fase final disputada en China. El combinado nacional comenzó superando los tres primeros partidos de la fase de grupos, pasando a una segunda fase en la que venció en dos encuentros clave a Italia y Serbia, logrando el pase como primera a cuartos de final. En la ronda de eliminatorias, se impuso a Polonia en cuartos, a Australia tras dos prórrogas en semifinales, y a Argentina en la final (95-75).
En septiembre de 2022 dirigió al combinado absoluto español en el EuroBasket 2022, donde ganaron el oro, al vencer en la final a Francia.
El 27 de julio de 2023 recibe el Marca Leyenda en reconocimiento a su trayectoria profesional.
Durante agosto y septiembre de 2023 dirigió a la selección de España que participó en el Mundial de 2023 celebrado en Asia, y que finalizó en noveno lugar.

## Logros y reconocimientos

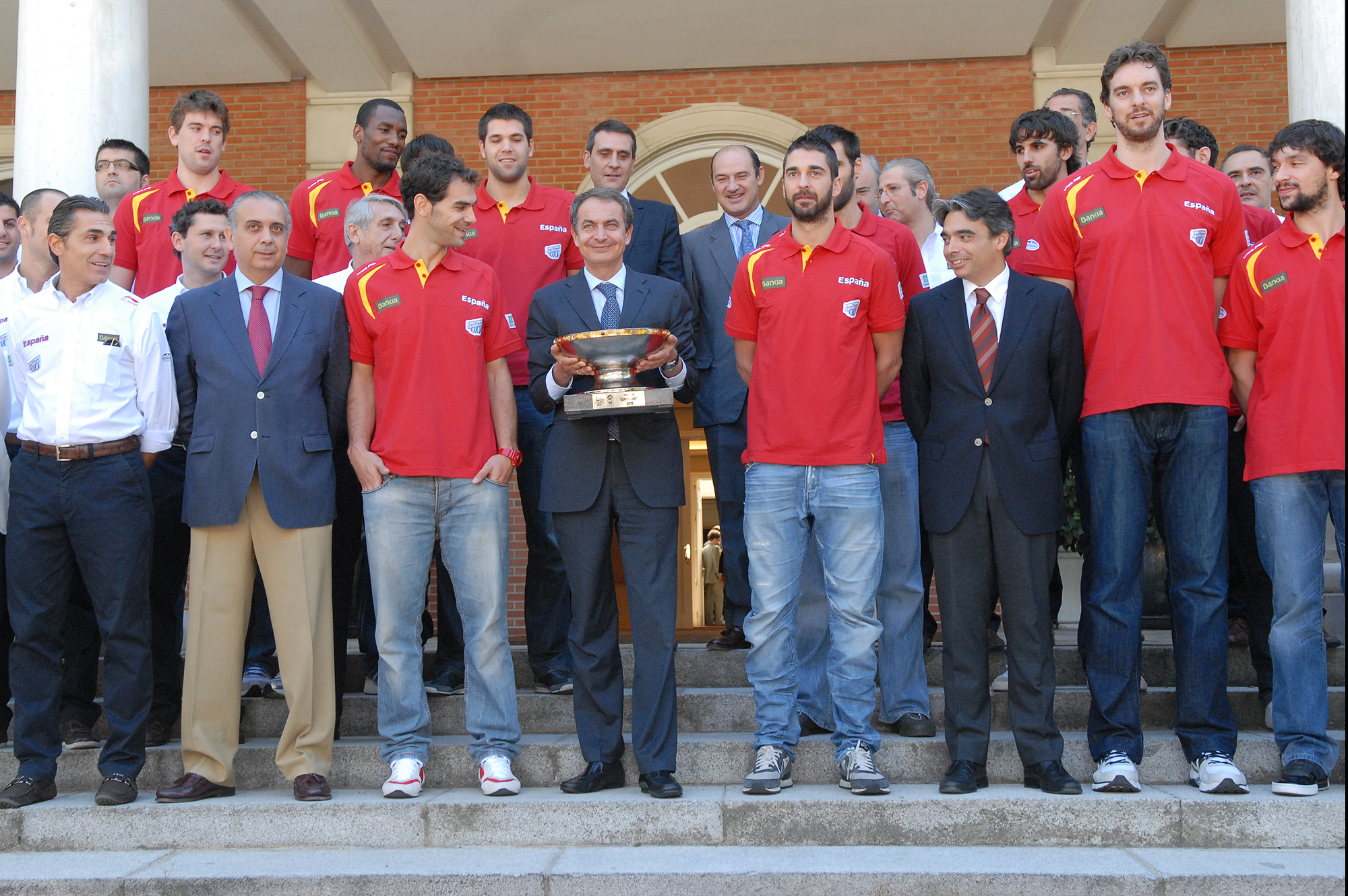
Recepción presidencial en La Moncloa, tras proclamarse campeones continentales en 2011.

Selección española
- Campeón en el Europeo 2009 en Polonia.
- Campeón en el Europeo 2011 en Lituania.
- Medalla de Plata en los Juegos Olímpicos de Londres 2012.
- Campeón en el Europeo 2015 en Francia.
- Medalla de Bronce en los Juegos Olímpicos de Río 2016.
- Tercero en el Europeo 2017 en Turquía.
- Campeón en el Mundial 2019 en China.
- Campeón en el Europeo 2022 en Alemania.

Clubes
VL Pesaro
- Serie A (1): 1990.

Baskonia
- Copa del Rey (1): 1999.

Real Madrid
- Liga ACB (1): 2000.

CB Málaga
- Liga ACB (1): 2006.
- Copa del Rey (1): 2005.

Toronto Raptors
- Liga NBA (1): 2019 (Asistente).

-Título de Conferencia Este (1): 2019 (Asistente).
-Título de División (1): 2019 (Asistente).
Virtus Bolonia
- Supercopa (2): 2021, 2022.
- Eurocup (1): 2022.

### Condecoraciones
| Distinción nacional                              | Año  |
| ------------------------------------------------ | ---- |
| Medalla de Oro - Real Orden del Mérito Deportivo | 2015 |
| Distinción municipal                             | Año  |
| Hijo Adoptivo de Málaga                          | 2016 |

## Vida personal
Desde 2003, está casado con la exbaloncestista internacional española Blanca Ares, con la que tiene dos hijos, Alessandro (2001) y Carlota (2002).